# Can Bonomo

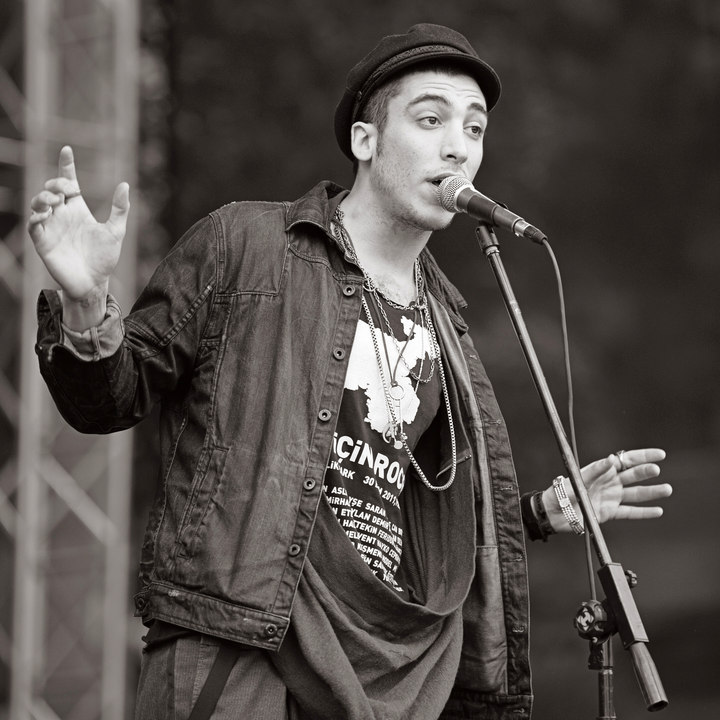
Can Bonomo (2011)

Can Bonomo (* 16. Mai 1987 in Izmir) ist ein türkischer Sänger. Er vertrat die Türkei beim Eurovision Song Contest 2012.

## Leben
Bonomos Familie entstammt den sephardischen Juden, die im 15. Jahrhundert im Osmanischen Reich Zuflucht vor der Spanischen Inquisition fanden. Die Bonomos siedelten sich in Izmir an.
Seit 2018 ist er mit der türkischen Schauspielerin Öykü Karayel verheiratet.

## Karriere
Seit dem achten Lebensjahr spielt Bonomo Gitarre. Im Jahr 2011 veröffentlichte er sein erstes Album Meczup. Im selben Jahr gewann er einen Altın Kelebek Award in der Kategorie Bester Newcomer.
Ein Jahr später gelang ihm mit dem englischsprachigen Song Love Me Back der Einzug in das Finale des Eurovision Song Contest in Baku. Dort belegte er den 7. Platz mit 112 Punkten. Es ist die bis heute letzte Teilnahme des Landes bei dem Wettbewerb gewesen.
Zwei Jahre später, im Jahr 2014, machte er sich vor allem durch den erfolgreichen Song Tastamam auf sich aufmerksam.

## Diskografie

### Alben
- 2011: Meczup
- 2012: Aşktan ve Gariplikten
- 2014: Bulunmam Gerek
- 2017: Kâinat Sustu
- 2019: Ruhum Bela
- 2024: Kara Konular

### Singles
- 2011: Şaşkın
- 2011: Bana Bir Saz Verin
- 2011: Meczup
- 2012: Love Me Back (ESC Beitrag der Türkei)
- 2012: Ali Baba
- 2012: Başkan
- 2013: Maşrapa
- 2013: İyi Ki Doğdun
- 2013: Kara
- 2014: Olmaz Sensiz
- 2014: Tastamam
- 2014: Dem
- 2015: Hikayem Bitmedi
- 2017: Kal Bugün
- 2017: Yan
- 2018: Gökyüzünde Yalnız Gezen Yıldızlar
- 2018: Kirlenmiş Çığlık (mit Jehan Barbur)
- 2018: Beni Affet
- 2018: Namus Belası
- 2019: Bardak Taşıyor
- 2019: Beni Tutmayın (mit Fatma Turgut)
- 2019: Ruhum Bela
- 2020: Sen Bunları Duyma
- 2020: Yağma Yağmur
- 2020: Güneş
- 2020: Yine Karşılaşırsak
- 2021: Kaplan
- 2021: Rüyamda Buluttum (mit Demet Evgar)
- 2021: Acı Kiraz
- 2021: Dağ
- 2021: Fış Fış Kayıkçı (mit Sertab Erener)
- 2022: Gazapistan
- 2023: Sustum
- 2023: Beni Sal
- 2023: Elalem (mit Nova Norda)
- 2023: Ağla Şimdi Sonsuza Kadar
- 2023: Araba
- 2024: Kara Konular
- 2025: Kanadım Aşktan[4]

## Filmografie
Serien
- 2011: Artı 18
- 2014: Yalan Dünya
- 2016: Aile İşi
- 2019: Jet Sosyete

## Auszeichnungen
- 2011: Altın Kelebek Award in der Kategorie Bester Newcomer